# Johann Bernhard Basedow
Johann Bernhard Basedow (Amburgo, 11 settembre 1724 – Magdeburgo, 25 luglio 1790) è stato un pedagogista, teologo e saggista tedesco, iniziatore del filantropismo.

## Biografia
Figlio di un fabbricante di parrucche, frequentò lo Johanneum di Amburgo, dove subì l'influenza del razionalista Hermann Samuel Reimarus. Nel 1744 si recò all'Università di Lipsia per studiare teologia, ma si interessò soprattutto alla filosofia. In quel periodo professò delle idee scettiche; l'esame più approfondito degli scritti sacri, e di tutto ciò che concernesse la religione, lo riportò alla fede cristiana; manifesterà tuttavia nel corso della sua esistenza idee lontane dall'ortodossia luterana. Ritornato ad Amburgo, tra il 1749 ed il 1753 fu precettore privato in una famiglia aristocratica dell'Holstein. Basedow cominciò a manifestare una competenza veramente notevole nell'educazione dei giovani. Il prestigio in campo educativo, unito al dottorato conseguito presso l'Università di Kiel nel 1752, gli fecero ottenere nel 1753 l'incarico per l'insegnamento di etica, eloquenza e teologia all'Accademia di Sorø, una prestigiosa istituzione luterana nelle isole Sjaelland, in Danimarca. Per l'audacia delle sue opinioni teologiche nel 1761 fu rimosso da Sorø e trasferito al Gymnasium Christianeum di Altona; ma anche qui lo scandalo suscitato da alcune sue pubblicazioni gli attirò la persecuzione del clero ortodosso. Dapprima gli venne vietato di l'insegnamento, senza la perdita del suo stipendio.

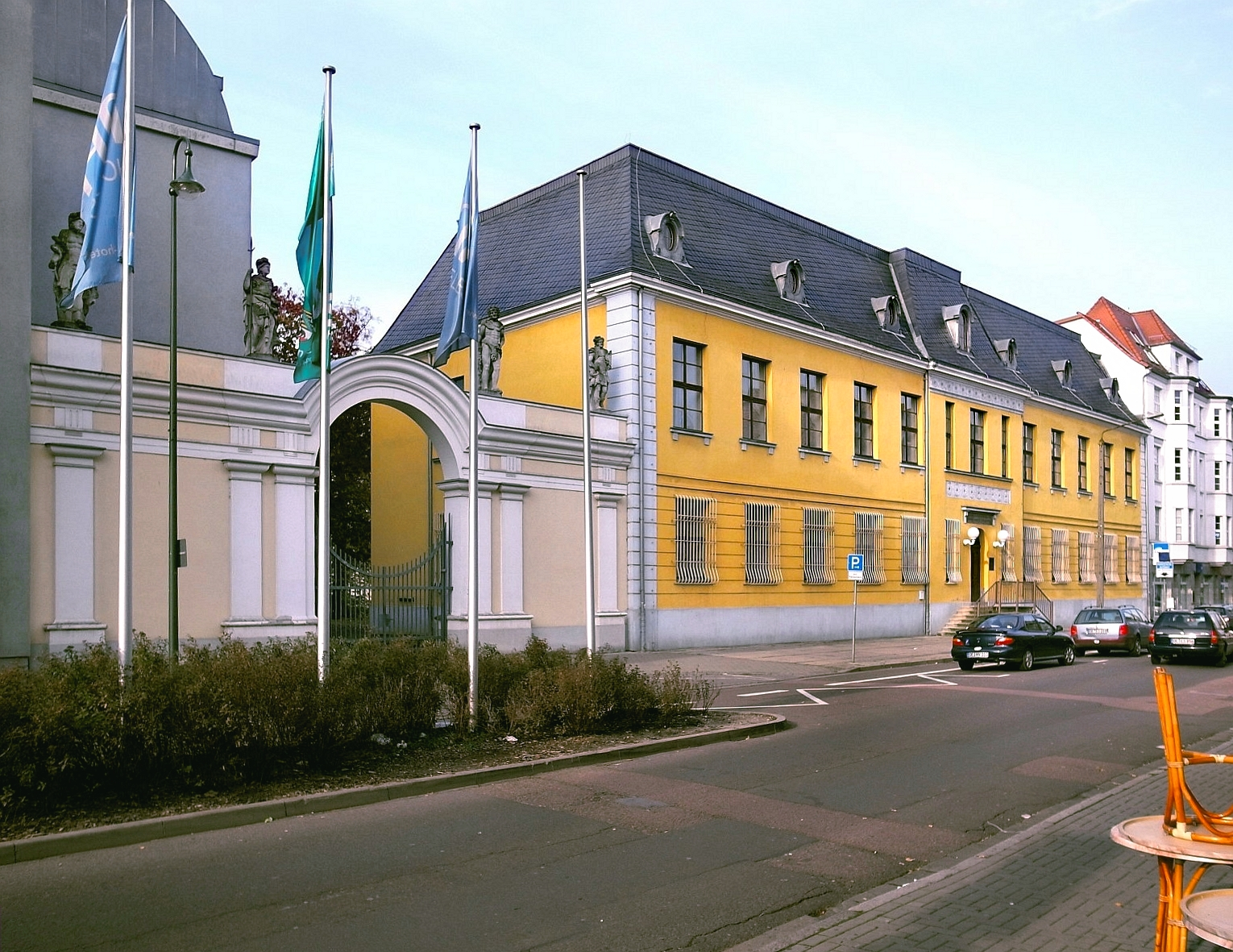
Dessau, Palais Dietrich (antico Philantropinum)

Verso la fine del 1767 decise di abbandonare la teologia per occuparsi di pedagogia, disciplina per la quale concepì un programma di rinnovamento radicale. Nel 1768 fu pubblicata la sua Vorstellung an Menschenfreunde und vermögende Männer über Schulen, Studien und ìhren Einfluß in die öffentliche Wohlfahrt [Relazione ai filantropi e ai potenti sulle scuole, gli studi, e la loro influenza sul benessere], considerato il manifesto del Filantropismo. La posizione di Basedow era quella tipica dell'illuminismo: diritto all'istruzione per tutti, indipendentemente dal ceto e dalla confessione religiosa, didattica pratica, aderente ai bisogni degli allievi (solo lingue vive, contatti con le fabbriche e le botteghe artigiane, insegnamento piacevole, ecc.). Basedow propose una riforma delle scuole e dei metodi di insegnamento, la creazione di un istituto per la preparazione degli insegnanti, e sollecitò la sottoscrizione di abbonamenti per la stampa di un trattato nel quale i suoi princìpi sarebbero stati spiegati minuziosamente con l'ausilio di tavole e illustrazioni. Le sottoscrizioni fruttarono 15.000 talleri, una cifra sufficiente per finanziare la stampa dell'opera, che venne pubblicata in quattro volumi nel 1774 col titolo Elementarwerk. Fra coloro che accolsero le sue proposte vi fu anche il principe Leopoldo III di Anhalt-Dessau, il quale nel 1771 lo incaricò di mettere in pratica i nuovi princìpi pedagogici nel principato. Nel 1774, pertanto, a Dessau venne inaugurato il Philanthropinum, l'istituto modello fondato sui princìpi del Filantropismo, nel quale Basedow mise in pratica le sue teorie e i suoi metodi. Il Philanthropinum era un istituto a pagamento, rivolto alla futura classe dirigente locale, sebbene potessero essere accolti anche allievi di modeste condizioni economiche, i cosiddetti "famulanti".
Basedow non possedeva tuttavia capacità organizzative, aveva un brutto carattere ed entrava spesso in urto con i suoi collaboratori. La direzione del Philanthropinum passò nel 1776 a Joachim Heinrich Campe; Basedow la riprese l'anno successivo per lasciarla definitivamente a Christian Heinrich Wolke nel 1779 quando si ritirò a vita privata. L'istituzione da lui fondata precipitò in soli tre anni dopo la sua morte; un suo seguace, Christian Gotthilf Salzmann, fondò tuttavia un altro Phìlantropinum a Schnepfenthal, modellato su quello di Dessau, e poi in numerose località tedesche.

## Opere principali
- Vorstellung an Menschenfreunde und vermögende Männer über Schulen, Studien und ìhren Einfluß in die öffentliche Wohlfahrt, Amburgo, 1768 tradotta in italiano da Angelina Valgoi[2] e da Guido Santini[3]
- Das Methodenbuch für Väter u. Mütter der Familien und Völker, Altona e Brema, 1770 (3ª ed. 1773). Il riassunto è contenuto nel volume di Guido Santini[3]
- Das Elementarwerk, voll. 4, Dessau, 1774.